# Wälder zwischen Schlamersdorf und Garbek
Wälder zwischen Schlamersdorf und Garbek este o arie protejată (arie specială de conservare — SAC, sit de importanță comunitară — SCI) din Germania întinsă pe o suprafață de 111 ha, integral pe uscat.

## Localizare
Centrul sitului Wälder zwischen Schlamersdorf und Garbek este situat la coordonatele 54°00′56″N 10°23′36″E / 54.0156°N 10.3933°E.

## Înființare
Situl Wälder zwischen Schlamersdorf und Garbek a fost declarat sit de importanță comunitară în septembrie 2004 pentru a proteja un număr necunoscut de specii din flora spontană și fauna sălbatică aflate în arealul zonei. Situl a fost protejat și ca arie specială de conservare în ianuarie 2010.

## Biodiversitate
Situată în ecoregiunea continentală, aria protejată conține 3 habitate naturale: Păduri de fag Luzulo-Fagetum, Păduri de fag Asperulo-Fagetum, Păduri aluvionare cu Alnus glutinosa și Fraxinus excelsior (Alno-Padion, Alnion incanae, Salicion albae).
La baza desemnării sitului se află un număr nedeclarat de specii protejate.
Pe lângă speciile protejate, pe teritoriul sitului au mai fost identificate 4 specii de mamifere.